# ترزیه برزکووا
ترزیه برزکووا (چکی: Terezie Brzková؛ ‏ ۱۱ ژانویهٔ ۱۸۷۵ – ۱۹ نوامبر ۱۹۶۶) بازیگر اهل اتریش-مجارستان بود.
از فیلم‌ها یا برنامه‌های تلویزیونی که وی در آن نقش داشته است، می‌توان به قصه‌های چاپک، دام و شاهدخت سرفراز اشاره کرد.